# 王國禎
王國禎（？—?），字子開，號麟郊，陝西西安府咸寧縣（今陝西省西安市）人，明朝政治人物。

## 生平
萬曆十九年（1591年）辛卯科陕西鄉試第四十八名舉人，二十三年（1595年），登乙未科會試第二百八十二名，廷試三甲第一百二十名進士，吏部觀政，二十四年十月授山西临晋知县，丁父憂，二十七年補直隶樂亭县，二十八年調順天天遵化知县，三十五年八月授山東道監察御史、巡按直隸等地，萬曆四十一年二月，宣城縣生員梅振祚、梅宣祚等強姦官宦人家媳婦徐氏，被生員芮應元、芮永縉等所舉發，巡按御史王國禎劾奏捕治，梅家賄賂官員，久不結案。萬曆四十六年七月，升授順天府丞。
天啟元年（1621年），任通州巡撫、右僉都御史。次年，任宣大總督，授兵部右侍郎，后改左侍郎。

## 家族
曾祖王忠。祖王铎，主簿。父王嘉绩，儒官。前母李氏，母何氏。具庆下。娶梁氏，子之任、之寅、之科、之賓、之仲、之衡。子王之仲，聘河南参政周传诵女。